# Климент Александрийски
Климент Александрийски (на старогръцки: Κλήμης Ἀλεξανδρεύς, Klemes Alexandreus; на латински: Titus Flavius Clemens; Clemens Alexandrinus; * ок. 150 в Атина; † ок. 215 в Кападокия) е гръцки християнски теолог, философ и църковен писател, поставил началото на редица от бележити александрийски църковни писатели. 
Произхожда от родители-езичници. След изучаване на гръцката философия, приема християнството. Пътува на различни места с цел да добие информация за него. Около 180 г. става учител в Катехетическата школа в Александрия в Египет, а ок. 200 г. е неин ръководител, като наследник на Пантен. Вероятно по това време е и ръкоположен за презвитер (или приема презвитерски сан малко преди смъртта си). През 202 г. занятията в училището са прекратени поради гонението при Септимий Север. Климент напуска Александрия, бягайки от гонението, и се преселва в Кападокия. Негов ученик и наследник като временен, а по-късно - и постоянен ръководител на Александрийската школа е Ориген. Има данни, че през 211 г. посещава своя ученик Александър, епископ Йерусалимски. От този период нататък няма повече следи от пребиваването на Климент на Изток. В писмата на еп. Александър след 216 г. за Климент се споменава като покойник.

## Запазени произведения
- "Стромати" (Stromateis) (8 книги)
- Трилогията "Увещателно слово към езичниците" (Protreptikòs eis toùs Héllenas)
- "Възпитател" (Paidagogós)

## Незапазени произведения
Според проф. д-р Илия Цоневски, следните съчинения на Климент са изгубени, но референции към тях се съдържат в различни произведения на други християнски автори:
- "Хипотипози" (Hypotyposeis fragmenta) (очерци, етюди, скици)
- "За Пасхата"
- "Църковният канон или против юдействащите"
- "Проповеди за постите и върху злословието"
- "Увещание към постоянство или към новопокръстените"
- Едно съчинение върху пророк Амос
- "Върху Промисъла"